# Novartis Foundation
Die Novartis Foundation ist eine dem Biotechnologie- und Pharmaunternehmen Novartis zugeordnete Stiftung in Basel. 

## Tätigkeiten
Die Stiftung unterstützt Entwicklungsprojekte im Gesundheitsbereich in Afrika und auf dem Indischen Subkontinent, die einen verbesserten Zugang zu primären Gesundheitsdiensten und Medikamenten sowie die Stärkung des Gesundheitssektors zum Ziel haben. Des Weiteren die Bekämpfung von Lepra, Malaria und Tuberkulose.
Sie forscht in den Bereichen „Recht auf Gesundheit“ und „Menschenrechte und Privatwirtschaft“. 
Die Stiftung führt jährlich ein internationales Symposium in Basel durch mit der Zielsetzung, den entwicklungspolitischen Dialog zwischen Privatwirtschaft, Nichtregierungsorganisationen, Forschungsinstitutionen und staatlichen Trägern zu fördern.

## Geschichte
Die Stiftung geht auf die Basler Stiftung für Entwicklungsländer zurück, welche in den 1960er-Jahren durch die Basler Industrieunternehmen Ciba, Geigy, Sandoz, Durand & Huguenin, Hoffmann-La Roche und Lonza gegründet wurde.